# 米津村
米津村（よねづむら）は、かつて愛知県碧海郡にあった村である。
現在の西尾市北部（米津町・南中根町など）に該当する。

## 歴史
- 1889年（明治22年）10月1日 - 町村制施行に伴い、碧海郡南中根村・米津村の区域を以て成立。
- 1906年（明治39年）5月1日 - 碧海郡和泉村・城ヶ入村・西端村・根崎村・東端村および榎前村の一部と新設合併し、淵辺村が発足。同日米津村廃止。

## 教育
- 米津尋常小学校（現・西尾市立米津小学校）